# کورت فن باردلبن
کرت کارل آلفرد فن باردلبن (آلمانی: Curt Carl Alfred von Bardeleben؛ ۴ مارس ۱۸۶۱ – ۳۱ ژانویهٔ ۱۹۲۴) یک استاد شطرنج، روزنامه‌نگار و از اشراف آلمانی بود.
باردلبن ظاهراً در سال ۱۹۲۴ با به بیرون پریدن از پنجره خودکشی کرد. با این حال، طبق یکی از آگهی‌های ترحیم، او به‌طور تصادفی از بین رفت.